# Coltrane (album 1957)
| Recensione | Giudizio |
| ---------- | -------- |
| AllMusic   | [ 1 ]    |

Coltrane è il primo album discografico di John Coltrane pubblicato dall'etichetta Prestige Records nel 1957 e ristampato poco dopo anche con il titolo First Trane. 

## Descrizione
Le registrazioni si svolsero nello studio di Rudy Van Gelder a Hackensack, nel New Jersey e documentano la prima sessione di Coltrane come leader.
Come risultato delle prestazioni offerte come membro del quintetto di Miles Davis, il proprietario/produttore della Prestige, Bob Weinstock, offrì a Coltrane un contratto discografico come solista. Datato 9 aprile 1957, l'accordo scritto prevedeva la registrazione di tre album all'anno con un compenso di 300 dollari a disco. Coltrane aveva precedentemente registrato solo come sideman, al massimo aveva condiviso una sessione di registrazione con Paul Quinichette che venne pubblicata nel 1959 sull'album intitolato Cattin' with Coltrane and Quinichette, ma non aveva mai diretto da leader un suo proprio gruppo durante una seduta di incisione.
Nell'aprile 1957, Coltrane era stato da poco licenziato da Davis a causa dei suoi problemi di droga, e aveva voluto tornare a casa a Filadelfia, deciso a disintossicarsi una volta per tutte. Fece poi ritorno a New York verso metà maggio per partecipare alle sessioni alla Prestige, dalle quali sarebbe scaturito il suo primo progetto solista. In estate collaborò con Thelonious Monk e suonò come membro stabile del quartetto per tutto il resto dell'anno.
Per i brani da inserire nel suo primo album da solista, Coltrane scelse una composizione del suo amico Calvin Massey, tre standard di musica pop (inclusa la poco nota Time Was), e due brani di sua composizione. I titoli dei brani scritti da Coltrane, Chronic Blues e Straight Street, sono indicativi del periodo di tossicodipendenza e di riabilitazione che il sassofonista aveva da poco attraversato. Gli altri musicisti sul disco includono Paul Chambers e Red Garland provenienti dal gruppo di Davis, e i colleghi di Filadelfia Johnny Splawn e Albert Heath.
L'album è stato ristampato in formato compact disc dalla Fantasy Records nel 2001.

## Tracce
Lato A
1. Bakai – 8:45 (Calvin Massey)
2. Violets for Your Furs – 6:10 (Tom Adair, Matt Dennis)
3. Time Was – 7:25 (Gabriel Luna de la Fuente, Paz Miguel Prado, Keith Russell)

Lato B
1. Straight Street – 6:15 (John Coltrane)
2. While My Lady Sleeps – 4:36 (Gus Kahn, Bronislau Kaper)
3. Chronic Blues – 8:00 (John Coltrane)

## Musicisti
Bakai / Violets for Your Furs
- John Coltrane - sassofono tenore
- Johnnie Splawn - tromba
- Sahib Shihab - sassofono baritono
- Red Garland - pianoforte
- Paul Chambers - contrabbasso
- Al Heath - batteria

Time Was
- John Coltrane - sassofono tenore
- Red Garland - pianoforte
- Paul Chambers - contrabbasso
- Al Heath - batteria

Straight Street
- John Coltrane - sassofono tenore
- Johnnie Splawn - tromba
- Sahib Shihab - sassofono baritono
- Mal Waldron - pianoforte
- Paul Chambers - contrabbasso
- Al Heath - batteria

While My Lady Sleeps
- John Coltrane - sassofono tenore
- Johnnie Splawn - tromba
- Mal Waldron - pianoforte
- Paul Chambers - contrabbasso
- Al Heath - batteria

Chronic Blues
- John Coltrane - sassofono tenore
- Johnnie Splawn - tromba
- Sahib Shihab - sassofono baritono
- Mal Waldron - pianoforte
- Paul Chambers - contrabbasso
- Al Heath - batteria

Note aggiuntive
- Bob Weinstock - produttore, supervisore
- Registrazioni effettuate il 31 maggio 1957 a New York City, New York[10] (o) Hackensack, New Jersey[11]
- Rudy Van Gelder - ingegnere delle registrazioni
- Ira Gitler - note retrocopertina album[12]